# Circulation pulmonaire

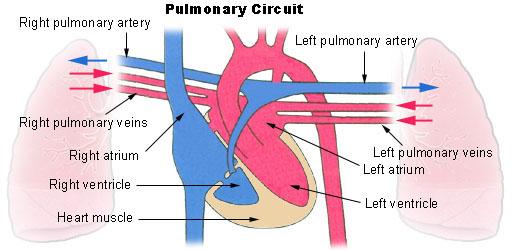
Diagramme de la circulation pulmonaire.

La circulation pulmonaire, appelée aussi petite circulation, est une partie de l'appareil cardiovasculaire dont la fonction est d'amener par l'artère pulmonaire le sang veineux (sang pauvre en oxygène et riche en gaz carbonique) au contact des alvéoles pulmonaires pour le réoxygéner totalement puis de renvoyer ce sang au cœur par les veines pulmonaires. Cette petite circulation qui renouvelle les gaz du sang se distingue de la grande circulation (appelée aussi circulation systémique). La circulation systémique et la circulation pulmonaire mises ensemble forment ce que l'on appelle la circulation générale.
Un autre type de circulation sanguine existe dans le poumon, la circulation bronchique qui nourrit les bronches et la plèvre en leur amenant du sang oxygéné par les artères bronchiques et ramène au cœur le sang désoxygéné par les veines bronchiques qui se jettent dans la veine azygos.
La circulation fœtale est caractérisée par une circulation en parallèle des cœurs gauche et droit, chacun assurant la moitié du débit combiné global, d'où une quasi-absence de circulation pulmonaire.

## Principes et hémodynamique
La petite circulation est un régime à haut débit (100 % du débit cardiaque) mais à basse pression, la pression maximale ne dépassant pas normalement 25 millimètres de mercure dans l'artère pulmonaire. La circulation est pulsatile.
Elle comporte deux parties : la macrocirculation artérielle et veineuse et la microcirculation capillaire. De l'oreillette, le sang veineux passe dans le ventricule droit, d'où il est propulsé dans les artères pulmonaires, puis franchit les capillaires pulmonaires où ont lieu les échanges gazeux, il enfin revient à l'oreillette gauche par les veines pulmonaires.

## Histoire
Il est possible d'interpréter dans certains passages de textes hippocratiques l'évocation de la circulation pulmonaire.
Les philosophes et médecins dans l'Antiquité, Aristote en premier, considèrent cependant que l'aorte et les artères (ces deux termes renvoyant au grec « aeiro » signifiant « soulever, suspendre » et faisant référence initialement aux bronches) sont vides et distribuent le pneuma (terme désignant originellement l'air puis secondairement l'« âme », la « vie », le « cœur », l' « esprit ») dans tout le corps, pneuma réchauffé par le cœur-foyer considéré comme une chaudière activée par les poumons assimilés au « soufflet des forgerons ».
La tradition rattache au théologien Michel Servet la première description complète de la circulation pulmonaire en 1553 dans son traité Christianismi restitutio mais le postulat de son existence et sa description sont déjà avérés chez le médecin arabe Ibn Nafis au XIIIe siècle. Les textes d'Ibn Nafis sont traduits en 1547 par le médecin italien Andrea Alpago et sont certainement connus de Servet. C'est Andrea Cesalpino qui découvre la circulation générale en 1559, qui utilise le premier le terme de « circulation » et en attribue le rôle au cœur, et ce grâce aux valvules veineuses qui obligent le sang à retourner vers le cœur.